# Ibrahim Kalil Konaté (Côte d'Ivoire)
Pour les articles homonymes, voir Ibrahim Kalil Konaté et Konaté.
Ibrahim Kalil Konaté  est un homme politique ivoirien. Il est nommé, le 17 octobre 2023, ministre de la Transition numérique et de la Digitalisation dans le gouvernement Beugré Mambé.

## Biographie

### Études et formations
Ibrahim Kalil Konaté fait ses études à l'Institut national supérieur de l’enseignement technique (INSET) de Yamoussoukro. Il est également titulaire d'un DESS en planification et maîtrise de l'énergie et d'un diplôme d’ingénieur en qualité, option entreprises industrielles, de l’Institut africain de qualité totale à Paris.

### Carrière professionnelle
Kalil Konaté entame sa carrière en juin 1996 à Petroci, avant de rejoindre Nestlé en juin 1997. Il intègre ensuite le Bureau national d’études techniques et de développement (Bnetd) en septembre 1998, où il reste jusqu'en novembre 2010. Au sein du Bnetd, il occupe plusieurs fonctions, notamment celui de coordonnateur de projets étrangers, chef de l'unité industrie, énergie et mines, ainsi que conseiller technique du directeur général chargé de l'industrie, des énergies et des mines. En août 2011, il est nommé Directeur général de l’Institut ivoirien de l’entreprise (Inie).
En septembre 2021, il devient président du conseil d’administration de la Société pour le Développement minier de la Côte d'Ivoire (Sodemi), fonction qu’il occupe avant d’être nommé ministre en 2023.

## Ministre
Le 17 octobre 2023, il est nommé par le président Alassane Ouattara dans le gouvernement de Robert Beugré Mambé. Il prend officiellement fonction le 19 octobre 2023,.

## Politique
Ibrahim Kalil Konaté est membre du parti Rassemblement des houphouëtistes pour la démocratie et la paix (RHDP). Depuis 2018, il est président du Conseil régional du Hambol, et il est réélu en septembre 2023,.

## Action sociale et communautaire
Il est impliqué dans des initiatives sociales et communautaires dans sa région, notamment dans l'électrification rurale, l'adduction en eau potable, l'autonomisation des femmes rurales, ainsi que le soutien aux veuves et orphelins.